# Нивские ГЭС
Каскад Нивских ГЭС либо Нивский каскад объединяет шесть электростанций, построенных на реке Нива и реке Ковда в Мурманской области и в Республике Карелия в 1930—1960 годах. Каскад входит в ПАО «ТГК-1». Один из основных источников электроэнергии на Кольском полуострове. Станции каскада производят более трети всей электроэнергии, используемой в Мурманской области.
В каскад входят:
| Наименование ГЭС                     | Год пуска | Мощность, МВт | Количество турбин | Водохранилище |
| ------------------------------------ | --------- | ------------- | ----------------- | ------------- |
| Нива ГЭС-1                           | 1952      | 24,9          | 2                 | о. Имандра    |
| Нива ГЭС-2                           | 1934      | 60            | 4                 | о. Пинозеро   |
| Нива ГЭС-3                           | 1949      | 155,5         | 4                 | о. Плесозеро  |
| Кумская ГЭС (Ковдинский каскад)      | 1962      | 80            | 2                 | о. Пяозеро    |
| Иовская ГЭС (Ковдинский каскад)      | 1960      | 96            | 2                 | о. Сушозеро   |
| Княжегубская ГЭС (Ковдинский каскад) | 1955      | 152           | 4                 | о. Ковдозеро  |

Другие каскады ГЭС Мурманской области:
- Каскад Туломских ГЭС,
- Каскад Пазских ГЭС,
- Каскад Серебрянских ГЭС.